# 天橋区
天橋区（てんきょうく）は、中華人民共和国山東省済南市に位置する市轄区。

## 行政区画
下部に15街道を管轄する。
- 街道
  - 無影山街道、天橋東街街道、北村街道、南村街道、堤口路街道、北坦街道、製錦市街道、宝華街道、官扎営街道、緯北路街道、薬山街道、北園街道、濼口街道、桑梓店街道、大橋街道